# Mi bemolle minore

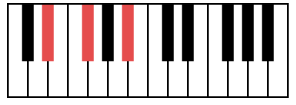
L'accordo di mi bemolle minore (triade) è composto da Mi♭, Sol♭, Si♭.

La tonalità di Mi bemolle minore (E-flat minor, es-Moll) è incentrata sulla nota tonica Mi bemolle.
Per la scala minore naturale del mi bemolle, si hanno: mi♭, fa, sol♭, la♭, si♭, do♭, re♭, mi♭.
L'armatura di chiave è quindi la seguente (sei bemolli):
```

Alterazioni
 (da sinistra a destra): 
si♭, mi♭, la♭, re♭, sol♭, do♭.
```

Questa rappresentazione sul pentagramma coincide con quella della tonalità relativa Sol bemolle maggiore.
Situata in posizione periferica (vedi schema sottostante), la scala di Mi bemolle minore è relativamente rara ed equivale acusticamente a quella di re diesis minore, dalla quale differisce principalmente per il modo in cui è rappresentata sulla carta. Esempi celebri si ritrovano in raccolte di opere in cui il compositore ha deliberatamente rappresentato tutte le tonalità. Un caso esemplare si ritrova nel primo libro del Clavicembalo ben temperato, dove Bach stese l'ottavo preludio la tonalità di mi bemolle minore come l'equivalente del re diesis minore; un discorso simile vale inoltre per il quattordicesimo tra i Preludi di Chopin, op. 28.